# كارمكس
ترجمة لمستحضر carmex

الموضوع: Carmex
Carmex
Carmex is a brand of lip balm produced by Carma Laboratories, Inc. It is sold in jars, sticks, and squeezable containers.
Carmex هي علامة تجارية من مرهم الشفة الذي تنتجه شركة Carma Laboratories، Inc. ويتم بيعها في علب وعصي وحاويات قابلة للضغط.
History 
التاريخ:
```
بدأت شركة Carma Laboratories، Inc. في ولاية ويسكونسن في أوائل الثلاثينيات من القرن الماضي عندما بدأ ألفريد وويلبنج في تجربة إنشاء خط خاص به من بلسم الشفاه ومنتجات التجميل الأخرى. بعد تجربة منتجاته، أنشأ Woelbing Carmex على سطح موقد عائلته. بدأ ببيع المنتج من صندوق سيارته. زادت الشعبية من خلال الكلام الشفهي. خلال هذا الوقت سكب Woelbing وزوجته بلسم شفاههما في البرطمانات ذات الغطاء الأصفر المعروفة الآن. ثم انتقلت العائلة عام 1957 من المطبخ إلى منشأة مستأجرة في ضاحية ميلووكي بواواتوسا. [1]
```

```
 
```

```
بعد القيام بأعمال تجارية كهذه، توقف Woelbing عن إجراء مكالمات المبيعات في عام 1972 والتي كانت في الغالب في ويسكونسن، إلينوي وأجزاء من إنديانا. انضم دون ابن Woelbing إلى العمل في عام 1973 وقدم خطوط التجميع إلى مختبرات Carma. في عام 1975، [2] بسبب نجاح المنتج، تم بناء مصنع إنتاج جديد في الضاحية الجنوبية الغربية من فرانكلين. يستمر الإنتاج في نفس المنشأة حتى يومنا هذا. [2] [3] توظف الشركة حوالي 100 شخص. يبقى تحت ملكية العائلة المؤسسة. [4] [5]
```

```
 
```

```
بدأت مختبرات كارما في إنتاج المنتج في أنابيب قابلة للعصر في عام 1988. وفي عام 1989 بدأت في إنتاجه في شكل عصا والتي كانت عاملاً طويلًا في تشاب ستيك وبليستكس، المنافسين الرئيسيين لكارما في سوق بلسم الشفاه. بعد هذه التوسعات في إنتاج الشركة، في عام 1993، قدر أن 9٪ من سوق بلسم الشفاه كانت تحتفظ بها مختبرات كارما. واصل ألفريد Woelbing القيادة إلى المكاتب كل يوم حتى عام 1997 عندما أصيب بسكتة دماغية. واصل القدوم إلى المكتب مرة واحدة على الأقل في الأسبوع بعد ذلك، [5] حتى وفاته في عام 2001 عن عمر 100 عام. [6]
```

```
 
```

```
واصلت الشركة توسعها الإضافي تحت إدارة نجل ألفريد دون وحفيده بول وإريك. [6] في عام 2002، انضم مرطب الشفاه Carmex بنكهة النعناع (SPF 30) إلى بلسم الشفاه الأصلي Carmex في خط الإنتاج، وأصبح مرطب الشفاه Carmex متاحًا في جميع أنحاء أمريكا الشمالية وأستراليا وأوروبا وآسيا وأفريقيا. خلال عام 2006، اختار ناخبو الإنترنت الفراولة والكرز كأحدث عصي بلسم الشفاه Carmex. [بحاجة لمصدر]
```

```
Union.
```

المكونات النشطة في بلسم الشفاه Carmex في الولايات المتحدة هي البنزوكائين والكافور (1.7٪) والمنثول (0.7٪) والفينول (0.4٪) وحمض الساليسيليك. [7] المكونات غير النشطة، حسب الترتيب الأكثر استخدامًا الأقل استخدامًا في المنتج، هي الفازلين، واللانولين، وإسترات سيتيل، وشمع البارافين، وزبدة الكاكاو، وشمع العسل، والنكهة. [8] ومع ذلك، تختلف هذه الصيغة قليلاً حول العالم. على سبيل المثال، لا يتم تضمين الفينول في ألمانيا. [9] يحظر استخدام الفينول في مستحضرات التجميل في الاتحاد الأوروبي. حمض الساليسيليك هو دواء مضاد للالتهابات غير الستيرويدية (NSAID) مطابق تقريبًا للأسبرين. في الواقع، فإن آلية عمل الأسبرين كمضادات الالتهاب غير الستيروئيدية ينتج عنها استقلابه في حمض الساليسيليك. [10] غالبًا ما يُعتقد بشكل غير صحيح أنه عامل تجفيف؛ ومع ذلك، هذا ليس صحيحا. يعمل حمض الساليسيليك كعامل انحلال القرنية، الكوميد، والجراثيم، مما يتسبب في تساقط خلايا البشرة بسهولة أكبر، وفتح المسام المسدودة وتحييد البكتيريا داخلها، ومنع المسام من الانسداد مرة أخرى عن طريق تقييد قطر المسام، وإفساح المجال لنمو الخلايا الجديدة. [11] [12] 
Products
Carmex generally comes in a jar, tube or stick.
```
يأتي Carmex بشكل عام في برطمان، [13] أنبوب أو عصا. [14]
```

| Carmex       |                                                                |
|              |                                                                |
| Product type | Lip Balm                                                       |
| Produced by  | Carma Laboratories, Inc.                                       |
| Country      | United States                                                  |
| Introduced   | 1937                                                           |
| Markets      | Australasia, Europe, North America, Scandinavia, Africa, Asia  |
| Tagline      | "Let's Take Care of That" "It soothes. It heals. It protects." |
| Website      | www.mycarmex.com                                               |

كارميكس
نوع المنتج: مرهم الشفة
من إنتاج مختبرات كارما  وشركة بلد الولايات المتحدة الأمريكية 
أدخلت1937 
الأسواق أستراليا، أوروبا، أمريكا الشمالية، الدول الاسكندنافية، أفريقيا، آسيا
سطر الوصف «دعنا نهتم بهذا» «إنه يهدئ. يشفى. إنه يحمي.» موقع الكتروني www.mycarmex.com